# Lidský polyomavirus MCPyV
Lidský polyomavirus MCPyV neboli lidský polyomavirus Merkelových buněk (MCV) je virus patřící do čeledi Polyomaviridae. Jedná se o jeden ze sedmi v současné době známých lidských onkovirů, který byl objeven v roce 2008 vědci z univerzity Pittsburgh. Tento virus se běžně vyskytuje na lidské kůži, u jedinců s oslabenou imunitou však může vyvolat jednu z nejzávažnějších rakovin kůže, karcinom Merkelových buněk (MCC). MCC je jeden z nejagresivnějších typů rakoviny kůže, pro jejíž léčbu neexistuje lék. Lze jej také najít v respiračních sekretech a v tkáních trávicího traktu, a tak jeho přesný způsob přenosu zůstává neznámý.
Většina virů MCV nalezených v nádorech MCC však má alespoň dvě mutace, díky nimž je virus nepřenosný. První mutace zahrnuje integraci viru do hostitelského genomu a druhá mutace zasahuje T antigen, který je tak neschopný zahájit replikaci integrovaného viru nezávisle na hostitelské rakovinné buňce.

## Struktura
Polyomaviry jsou malé neobalené dvouvláknové DNA viry. Délka jejich genetická informace se pohybuje okolo 5400 párů bazí. Vir zaujímá ikosahedrální strukturu, jejíž velikost je v rozmezí 40-55 nm. Genom MCPyV je podobný ostatním lidským polyomavirům. Obsahuje obousměrné časné a pozdní kódující oblasti, oddělené nekódující regulační oblastí, která obsahuje počátek virové replikace. Oddělené časné a pozdní transkripční jednotky jsou důležité pro časově regulovatelnou kaskádu genové exprese, která je typická pro další DNA viry. Časné geny, konkrétně produkty lokusu T antigenu, jsou exprimovány bezprostředně po infekci a obecně se účastní replikace genomu virové DNA. Po replikaci DNA je pozdní oblast transkripčně aktivována. Začne produkovat strukturální složky virové kapsidy a zároveň podporuje vznik virionů během pozdní fáze.

## Genom MCPyV

### Počátek replikace
Nekódující regulační oblast (NCRR) MCPyV obsahuje minimální počátek replikace 71 párů bází, který má stejně jako jiné polyomaviry oblast bohatou na AT, doménu vázající LT (large T antigen - velký T antigen) a oblast časného zesilovače. Počátek replikace MCPyV má však několik jedinečných charakteristik. Počátky replikace polyomaviru tradičně obsahují pentanukleotidové konsensuální sekvence G (A / G) GGC, které pomáhají přímému sestavení proteinů LT, což je skutečnost, která umožňuje T antigenu fungovat jako helikáza a řídit zahájení replikace virové DNA. V počátku replikace MCPyV se však nachází více pentanukleotidových sekvencí než jakýkoli jiný polyomavirus a tyto pentamerní prvky existují v těsnější vzájemné blízkosti než v jiných polyomavirových původech.

### Časná kódující oblast
Časná oblast MCPyV zabírá téměř 3 kilobáze genomu a její geny jsou první, které se exprimují po infekci. Genové produkty časné oblasti polyomaviru se historicky zaměřují na buněčné proteiny, které fungují při regulaci buněčného cyklu a potlačení nádoru. Protože tyto genové produkty jsou označovány jako nádorové antigeny nebo T antigeny, je časná oblast často označována jako „lokus T antigenu“. Polyomavirové T antigeny také plní klíčové funkce při zahájení syntézy virové DNA. Časná oblast MCPyV exprimuje tři T antigeny: velký T antigen (LT - large T antigen), malý T antigen (sT - small T antigen) a 57kT antigen.
Všechny tři MCPyV T antigeny sdílejí krátký, běžný amino - konec, ale alternativní sestřih za prvním exonem nakonec vede ke vzniku tří jedinečných proteinů. MCPyV LT protein je největší ze tří T antigenů a je složen ze dvou exonů, které společně kódují protein s 816 aminokyselinami.
Kromě LT kóduje lokus T antigenu MCPyV malý T (sT) protein. Jedná se o malý protein (186 aminokyselin) s jedinečným karboxylovým koncem, který obsahuje vazebné místo proteinové fosfatázy 2A (PPA2). Schopnost vázat PP2A je konzervativní funkcí polyomavirových sT proteinů a bylo prokázáno, že tato asociace hraje důležitou roli při buněčné transformaci vyvolané virem jinými polyomaviry.
Protein 57 kT je produktem transkriptu, který prochází alternativním sestřihem, aby spojil tři exony kódující 432 aminokyselin, a tento protein sdílí mnoho stejných motivů přítomných v LT a sT. Protein 57 kT má stejný amino - konec jako LT i sT. Úkol proteinu 57 kT není zcela přesně objasněn. Antigen 57 kT je často popisován jako analog antigenu SV40 17 kT, který podle všeho funguje jak nezávisle, tak ve spolupráci s ostatními T antigeny v procesu buněčné proliferace in vivo.

### Pozdní kódující oblast
Pozdní oblast genomu MCPyV obsahuje otevřené čtecí rámce pro virový protein hlavního kapsidového proteinu 1 (VP1) a vedlejší kapsidové proteiny 2 a 3 (VP2 a VP3). Je zajímavé, že MCPyV postrádá konzervovanou genetickou strukturu, která normálně vede k proteinu VP3. Tato změna sekvence spojená s neúspěšnými pokusy o vytvoření životaschopných expresních vektorů VP3 a abnormální lokalizace VP1 připomínají polyomaviry postrádající protein VP3. Tato skutečnost naznačuje, že MCPyV buď exprimuje nefunkční VP3 nebo tento protein vůbec neexprimuje.
Genom MCPyV exprimuje 22-nukleotidovou virovou miRNA z pozdního řetězce, která s největší pravděpodobností autoreguluje časnou expresi virového genu během pozdní fáze infekce. Ukázalo se, že snižuje hladinu reportérových transkriptů obsahujících sekvence časné oblasti MCPyV.

## Klasifikace
Mnoho domén MCPyV je homologních s doménami jiných, lépe prostudovaných lidských polyomavirů. Avšak celkově je genom MCPyV nejvíce podobný lymfotropnímu polyomaviru africké zelené opice a byl tak fylogeneticky klasifikován do myšího polyomavirového rodu. Na základě revidované taxonomické klasifikace rodiny Polyomaviridae je nyní MCPyV klasifikován do rodu Orthopolyomavirus. 
Polyomaviridae je rodina virů, jejichž přirozenými hostiteli jsou především savci a ptáci. V této rodině existují 3 rody: Orthopolyomavirus, Wukipolyomavirus a Avipolyomavirus. Je známo, že existuje 14 druhů, které dokáží infikovat člověka. Většina z těchto virů je velmi běžná a typicky asymptomatická u většiny zkoumaných lidských populací.

## Rakovina Merkelových buněk

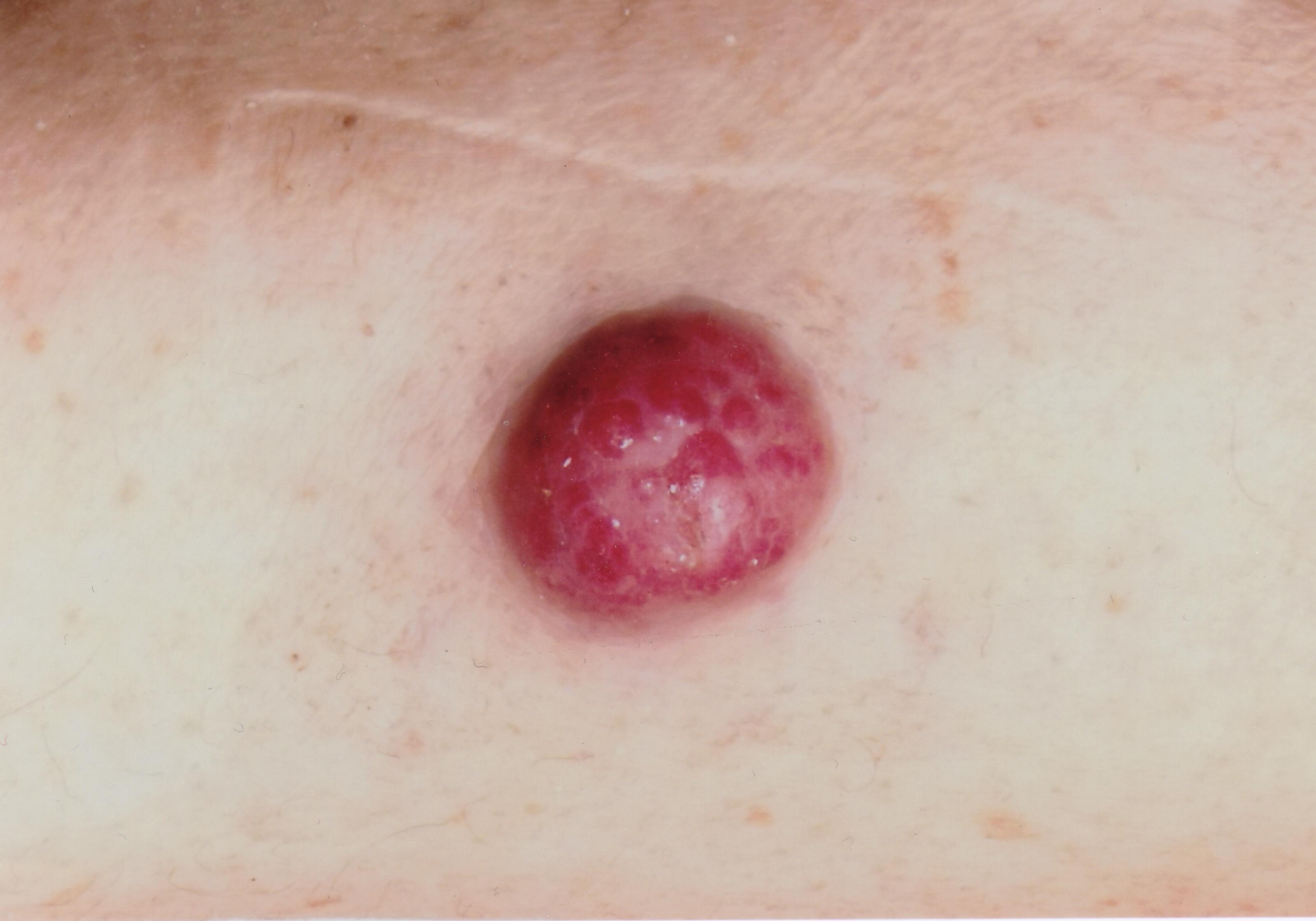
Rakovina Merkelových buněk

Virus je prokazatelně onkogen, který způsobuje karcinom kůže - karcinom Merkelových buněk. Merkelové buňky jsou kulaté až oválné buňky, umístěné v bazální vrstvě epidermis, ve vlasových folikulech, nebo ve sliznicích. V epidermis jsou buňky navázány na konce senzorických nervových vláken a proto slouží jako mechanoreceptory. 
Karcinom z Merkelových buněk je vysoce agresivní typ rakoviny kůže, který poprvé popsal Cyril Toker v roce 1972. Na základě svého původu se typ rakovinných buněk nazývá neuroektodermální nádor. I když je ve srovnání s jinými druhy rakoviny kůže vzácný, výskyt karcinomu z Merkelových buněk v USA se mezi lety 1986 a 2001 ztrojnásobil, na přibližně 1400 případů ročně. Karcinom z Merkelových buněk se vyskytuje hlavně u starších jedinců. Je prokázáno, že se vyskytuje častěji u lidí s imunodeficiencí, včetně příjemců transplantátu a lidí s AIDS. Mezi další faktory spojené s rozvojem této rakoviny patří expozice ultrafialovému světlu.

## Prevence a léčba
Osoby, které mají karcinom z Merkelových buněk s tímto virem, nejsou pro ostatní nakažlivé. Pro toto existují 2 důvody: virus v nádorech je již mutovaný a již se z nádorů nemůže přenášet, a většina osob je již tomuto viru přirozeně vystavena jako děti nebo mladí dospělí.
Jako prevence je doporučeno postupovat stejně jako v ochraně proti jiným typům rakoviny kůže, a to například vyhýbaní se spáleninám a zbytečnému vystavení slunečnímu záření. Toto opatření může zabránit mutacím viru, pokud infekce MCV již proběhla.
Diagnóza nádoru z Merkelových buněk je prováděna pomocí biopsie a při včasném zachycení má dobrou prognózu pomocí standardní léčby. V současné době neexistují žádné vakcíny nebo léky, které by mohly zabránit infekci MCV nebo zabránit vzniku karcinomu z Merkelových buněk.